# Eunidia apicefusca
Eunidia apicefusca es una especie de escarabajo longicornio del género Eunidia, categorizada en la tribu Eunidiini, de la subfamilia Lamiinae. Fue descrita por Breuning en 1939.

## Descripción
Mide 4,5-8 mm de longitud.

## Distribución
Se distribuye por Angola, Botsuana, Namibia, República Democrática del Congo, Tanzania, Zambia y Zimbabue.